# Trilla (Pirineos Orientales)
Trilla en francés y oficialmente, Trilhan en occitano es una localidad  y comuna francesa, situada en el departamento de Pirineos Orientales en la región de Occitania.
A sus habitantes se les conoce por el gentilicio en francés de Trillanais o Trilhanols en occitano.

## Geografía
La comuna está situada en la comarca histórica occitana de las Fenouillèdes, atravesada por el río Désix.

## Demografía
| 71 | 72 | 76 | 64 | 51 | 54 | 60 |
| Para los censos de 1962 a 1999 la población legal corresponde a la población sin duplicidades (Fuente: INSEE [Consultar]) |    |    |    |    |    |    |